# کوئین آمان
کوئین آمان (انگلیسی: Kouign-amann) یک کیک شیرین بریتون‌ها است که با خمیر چند لایه درست شده‌است. این یک کیک گرد چند لایه است که در اصل با خمیر نان (امروزه گاهی خمیر وینویزری) درست می‌شود، حاوی لایه‌هایی از کره و شکر است که شبیه به خمیر هزارلا است، البته با لایه‌های کمتر. کیک به آرامی پخته می‌شود تا زمانی که شکر کاراملی شود و کره موجود در دستور پخت (در واقع بخار ۲۰ درصد آب موجود در کره) خمیر را منبسط می‌کند و در نتیجه ساختار لایه‌ای آن ایجاد می‌شود.